# Kogarah, New South Wales
Kogarah este o suburbie în Sydney, Australia.